# Betty Ford
Elizabeth Anne "Betty" Ford (nacida Bloomer después Warren; Chicago, Illinois; 8 de abril de 1918-Rancho Mirage, California; 8 de julio de 2011) fue una bailarina, modelo, activista y empresaria estadounidense, quien además fue la esposa del presidente Gerald Ford y primera dama de los Estados Unidos de 1974 a 1977. Como tal, Betty Ford participó activamente en política social y estableció precedentes como esposa presidencial políticamente activa (la revista Time la consideró «la más activa desde Eleanor Roosevelt»). En la opinión de varios historiadores tuvo más impacto en la cultura y la historia que su propio marido.
Durante los años de su marido en el cargo, mantuvo un gran índice de aprobación a pesar de la oposición de algunos conservadores republicanos, quienes objetaban sus puntos de vista más moderados y liberales en problemas sociales. Betty fue reconocida por crear conciencia acerca del cáncer de mama con su mastectomía en 1974 y fue una defensora apasionada y activista por la Enmienda de Igualdad de Derechos (EID). Su postura a favor del aborto y su liderazgo en el movimiento feminista le ganó fama de ser una de las más francas primeras damas de la historia, vertiendo su opinión en cada asunto peliagudo, desde el feminismo hasta el sexo, pasando por las drogas.
Al terminar sus años en la Casa Blanca, continuó haciendo presión por la EID y permaneció activa en el movimiento feminista. Fue fundadora y primera presidenta del Consejo de Dirección del Betty Ford Center, que se dedica a ayudar a aquellos que padecen de adicción o abuso de sustancias. Le fue otorgada la Medalla de oro del congreso de los Estados Unidos.

## Infancia, familia y educación
Nacida en Chicago, Illinois como Elizabeth Anne Bloomer, era la tercera y única hija mujer de William Stephenson Bloomer Sr., viajante comercial de la Royal Rubber Co., y su esposa Hortense Neahr. Betty tenía dos hermanos mayores, Robert y William Jr., y después de vivir una corta temporada en Denver, Colorado, su niñez transcurrió en Grand Rapids, Míchigan en donde se graduó de enseñanza media superior.
Después del crack de 1929, cuando solamente tenía once años, comenzó a trabajar como modelo infantil de pasarela y a enseñar a otros niños bailes tales como el foxtrot, el vals y otros. Estudió danza en el Calla Travis Dance Studio, graduándose en 1935.
Cuando cumplió dieciséis años, su padre murió por envenenamiento con monóxido de carbono, supuestamente cuando trabajaba arreglando el automóvil familiar en el garaje. Si fue accidente o suicidio, nunca se supo. En 1933, después de graduarse de la enseñanza media, se propuso continuar sus estudios de danza en Nueva York, pero la madre se opuso. En lugar de eso, Betty asistió a la Escuela de Danza de Bennington durante dos veranos, donde fue alumna de Martha Graham y Hanya Holm.

## Carrera
Después de haber sido aceptada por Graham como alumna, Betty se mudó al vecindario de Manhattan conocido por Chelsea y trabajó como modelo para la firma John Robert Powers con vistas a financiar sus estudios. Se unió a la compañía auxiliar de Graham e incluso llegó a bailar en el Carnegie Hall.
Su madre, ahora vuelta a casar con Arthur Meigs Godwin, se opuso a su elección e insistió en que volviera a casa, pero Betty se resistió. Al final llegaron a un acuerdo: ella retornaría a casa por seis meses, y si aún quería regresar a Nueva York pasado ese tiempo, su madre no se opondría. Betty se vio inmersa en su vida en Grand Rapids y no regresó a Nueva York. Allí se convirtió en coordinadora de modas para unos grandes almacenes locales. También organizó su propio grupo de danza y enseñó danza en varias localidades de Grand Rapids, Míchigan. Entre aquellos a los que enseñó se encontraban niños discapacitados.

## Matrimonio y familia

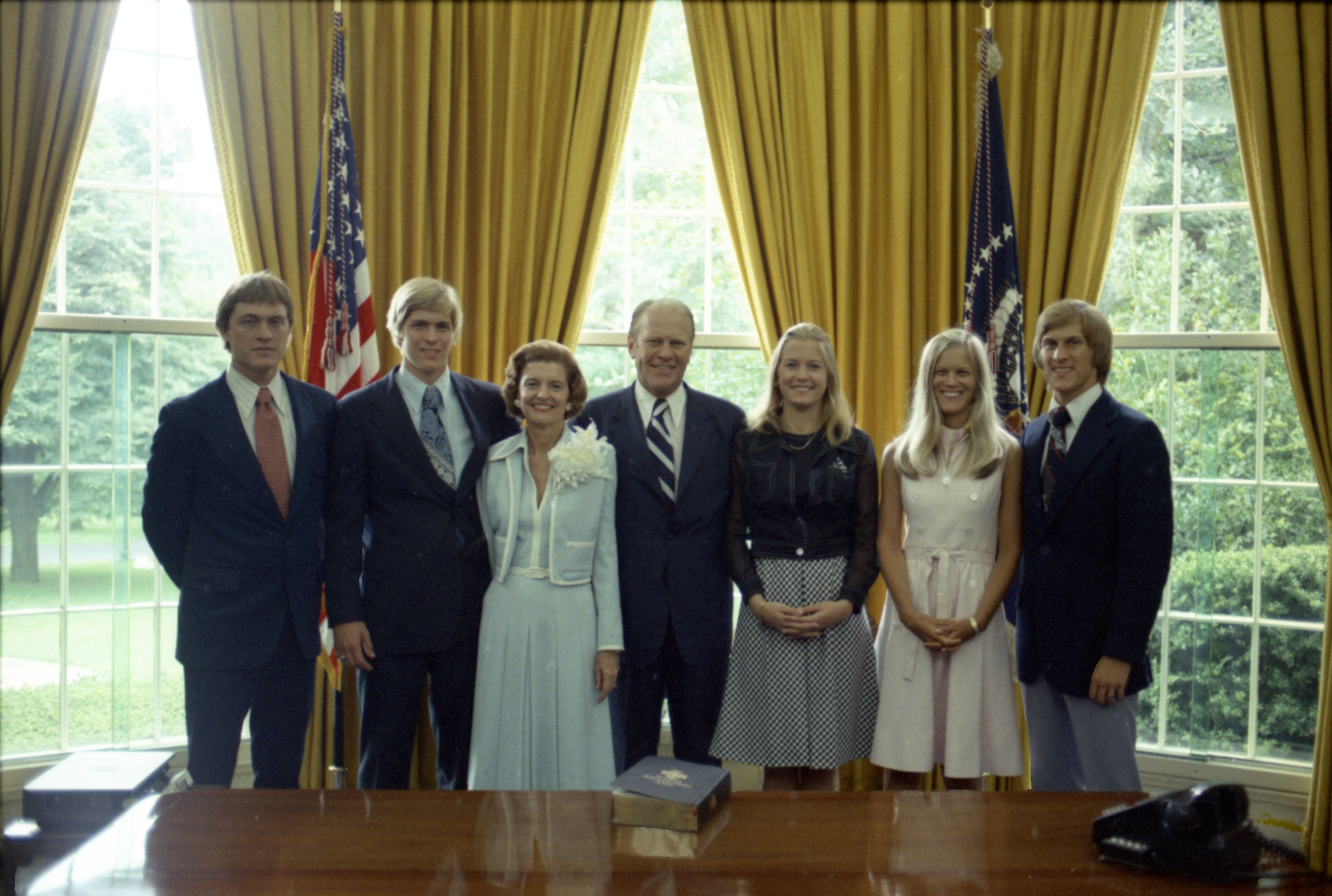
La Primera Familia en la Oficina Oval, 1974.

En 1942 Betty se casó con William C. Warren, un vendedor de muebles, a quien conocía desde que tenía doce años. Poco tiempo después Warren comenzó a vender seguros y la pareja debió mudarse frecuentemente a causa de su trabajo. Viviendo en Toledo, Ohio, ella trabajaba como demostradora en los grandes almacenes de Lasalle & Koch un trabajo que implicaba ser modelo y vendedora a la vez. No tuvieron hijos y se divorciaron el 22 de septiembre de 1947, por incompatibilidad de caracteres.
El 15 de octubre de 1948, Elizabeth Bloomer Warren contrajo matrimonio con Gerald R. Ford, un abogado y veterano de la Segunda Guerra Mundial en la Iglesia Episcopal de Grand Rapids, Míchigan. Por aquel entonces Ford estaba en campaña para el que iba a ser el primero de sus trece períodos como miembro de la Cámara de Representantes, y la boda se pospuso hasta poco antes de las elecciones porque, como informó The New York Times, «Jerry era candidato para Representante y no estaba seguro de como se sentirían los votantes al saber que se casaba con una bailarina divorciada».
Casados durante 58 años, la pareja tuvo cuatro hijos:
- Michael Gerald Ford (1950)
- John Gardner Ford (Jack,1952)
- Steven Meigs Ford (1956)
- Susan Elizabeth Ford (1957)

Los Ford se mudaron a un suburbio de Washington D. C. en el área de Virginia y vivieron allí durante veinticinco años. Ford se convirtió en el republicano de más rango en la Cámara. Cuando Spiro Agnew renunció en 1973, fue nombrado vicepresidente. Se convirtió en presidente en 1974, tras la renuncia de Richard M. Nixon a causa del escándalo Watergate.

## Primera dama de los Estados Unidos

### Poder, influencia, y franqueza

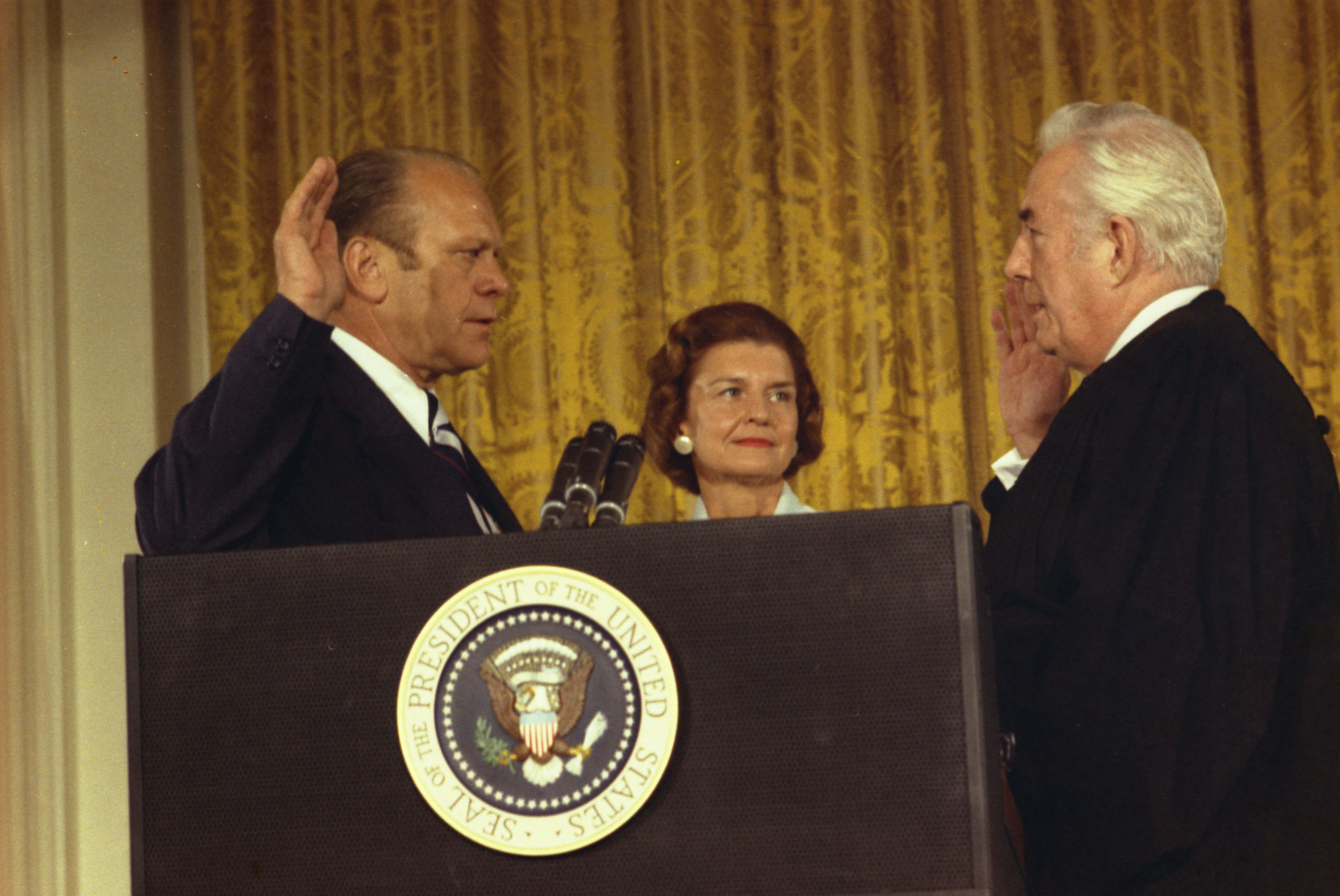
El presidente de la Corte Suprema Warren Burger toma juramento al vicepresidente Gerald Ford como el 38.º presidente de los Estados Unidos en el Salón Este de la Casa Blanca mientras Betty Ford observa.

En la opinión de The New York Times y de los historiadores presidenciales, «El impacto de la Sra. Ford en la cultura estadounidense pudiera ser ampliamente mayor y más duradero que el de su propio esposo, quien meramente sirvió sus 896 días, muchos de los cuales dedicó a tratar de restaurar la dignidad del cargo de presidente». El diario continúa describiéndola como "un producto, un símbolo de nuestros tiempos culturales y políticos - bailando el «baile de caderas» por los pasillos de la Casa Blanca, llevando un «anillo del humor», o hablando a través de su radio de banda ciudadana, cuyo nombre en clave es «Primera Mamá»; una ama de casa que discute apasionadamente en favor de los derechos de la mujer, una madre de cuatro hijos que reflexiona sobre las drogas, el aborto y el sexo premarital en voz alta y sin miramientos"
En 1975, en una entrevista para la revista McCall's, Betty dijo que se le había preguntado acerca de casi todo, menos cuán frecuente ella y el presidente tenían sexo. «Y si me lo hubiesen preguntado se lo hubiera dicho», dijo, añadiendo que su respuesta hubiera sido: «tan frecuentemente como es posible».

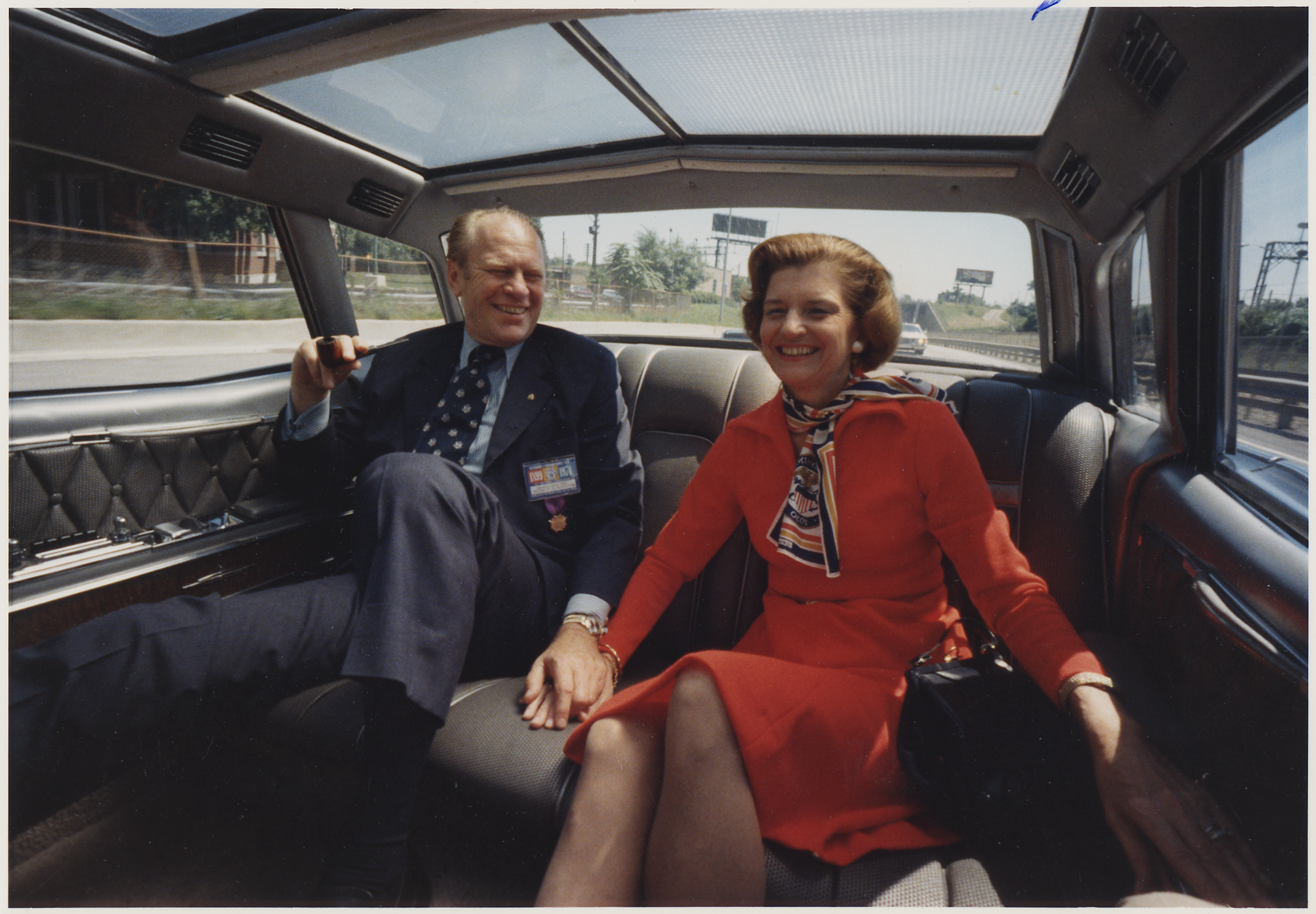
El presidente y la Sra. Ford en la limusina presidencial, 1974

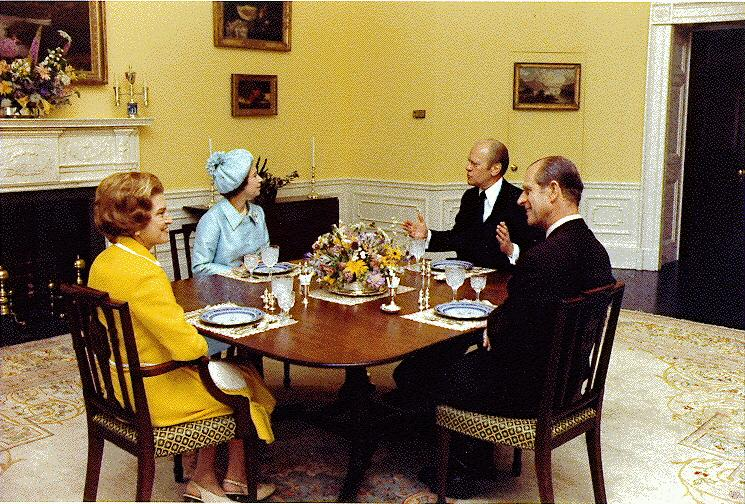
Los Ford conversan con la reina Isabel II y el duque de Edimburgo en el comedor presidencial durante una visita oficial en 1976.

Su mente estaba abierta a los beneficios del tratamiento psiquiátrico, hablaba comprensivamente del uso de la marihuana y del sexo premarital, y la primera dama dejó conocer en una gira televisada a través de la Casa Blanca que ella y el presidente compartían la misma cama. Después que Betty apareció en 60 Minutos en una entrevista en la cual discutió con su candidez característica cómo hubiera aconsejado a su hija si hubiera estado envuelta en un amorío y de la posibilidad de que sus hijos estuviesen experimentando con marihuana, algunos conservadores la llamaron «No Dama» e incluso demandaron su renuncia, pero su índice de aprobación estaba al 75 %. Como ella dijera más tarde, después de la fracasada campaña presidencial de su marido en 1976, «Yo daría mi vida por que Jerry tuviera mis resultados de esa encuesta».

### Política social y activismo político

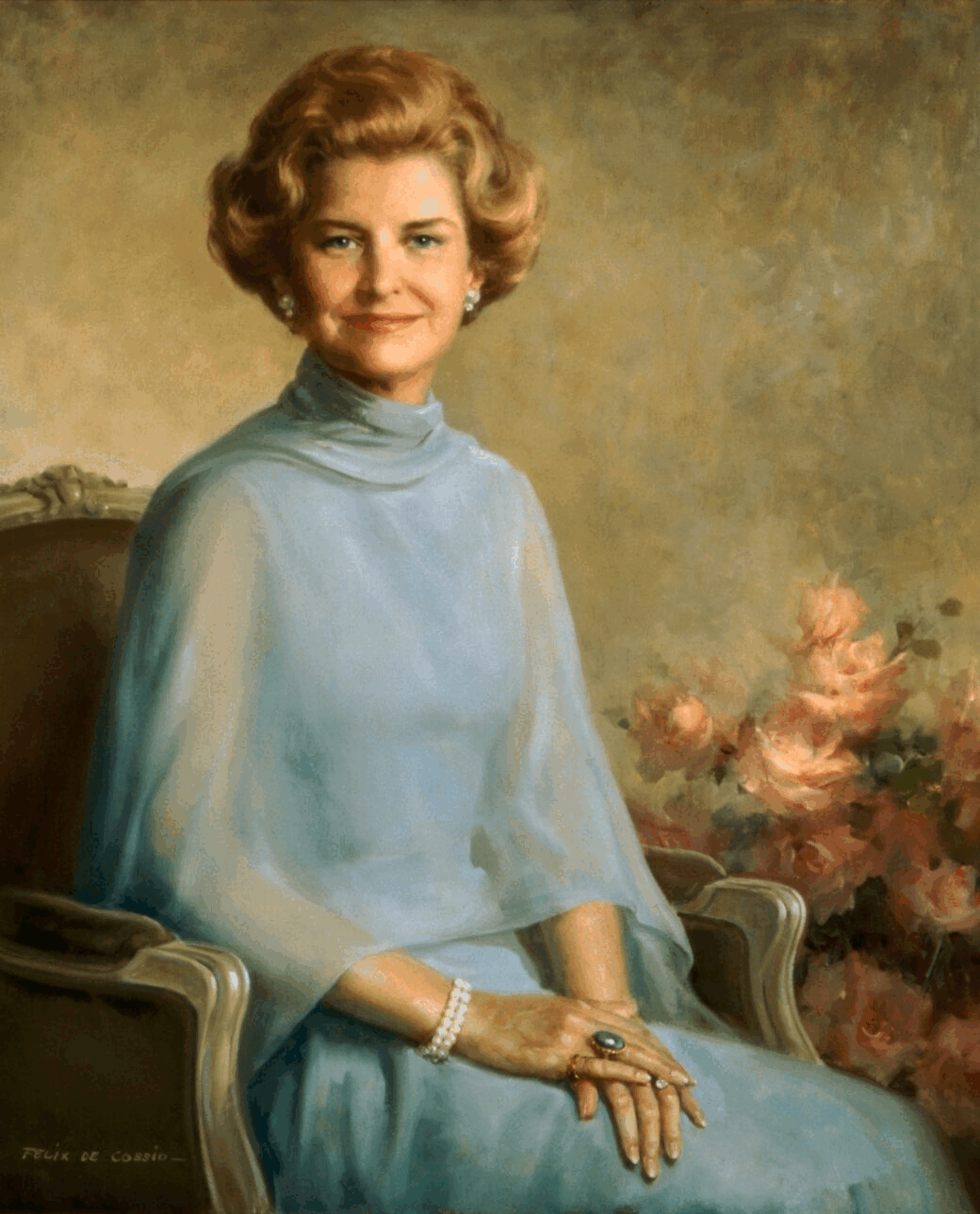
Retrato oficial de Betty Ford en la Casa Blanca, pintado en 1977 por Felix de Cossio

Durante su período en la Casa Blanca, Betty también abogó por los derechos de la mujer y constituyó una fuerza prominente en el Movimiento feminista de los Estados Unidos de los años 70. Ella apoyaba la propuesta enmienda de Igualdad de Derechos y presionó en las legislaturas estatales para que ratificasen la enmienda, y se enfrentó a los oponentes de la enmienda. Era también activista por la legalización del aborto y su activo papel político hizo que la revista Time la bautizara como «Primera Dama Combatiente» y la seleccionara cono la Persona del año en representación de la mujer estadounidense y a sus iconos feministas. Por un tiempo no estuvo claro si Gerald Ford compartía el punto de vista en favor del aborto de su mujer. No obstante, le confesó al entrevistador Larry King que él también estaba a favor del aborto y que había sido criticado por ello dentro de las fuerzas conservadoras del Partido Republicano

### Salud y conciencia acerca del cáncer de mama
Semanas antes de que Betty se convirtiera en la primera dama, se sometió a una mastectomía debido a un cáncer de mama el 28 de septiembre de 1974. Su desinhibición acerca de la enfermedad ayudó a crear conciencia acerca de la misma, cosa de la cual los americanos eran reticentes a conversar. «Cuando otras mujeres se hacen esta misma operación no sale en los titulares» le dijo a The Times. «Pero el hecho de que sea la esposa del presidente lo ha puesto en los titulares y ha puesto frente al público esta experiencia particular que yo estaba viviendo. Ha hecho que muchas mujeres se den cuenta de que también pudiera ocurrirles a ellas. Estoy segura de que he salvado al menos una persona... tal vez más». Los informes de que varias semanas después de la operación de Betty también Happy Rockefeller, la esposa del vicepresidente Nelson Rockefeller había sido operada de cáncer de mama llamaron aún más la atención del público sobre el cáncer de mama.

### Las Artes
Betty fue una defensora de las artes mientras sirvió como primera dama y estuvo involucrada en la decisión de otorgarle a Martha Graham la Medalla Presidencial de la Libertad en 1976.

### Reconociendo la derrota en 1976
Después de la derrota de su esposo en las elecciones de 1976, ella pronunció su discurso histórico concediendo la victoria a Jimmy Carter. Habló en nombre del presidente Ford, debido a que él había perdido la voz durante los últimos días de campaña.

## Carrera después de la Casa Blanca
En los años posteriores a la Casa Blanca en 1977, Betty 

### El Betty Ford Center
En 1978, la familia Ford la forzó a confrontar su alcoholismo y su adicción a opioides analgésicos que le habían sido prescritos a principios de los años 60 por problemas con un nervio lastimado. Me gustaba el alcohol escribía en sus memorias en 1987. Me hacía sentir cálida. Adoraba las pastillas. Ellas se llevaban mi dolor y mis tensiones. En 1982, después de su recuperación, estableció el Betty Ford Center en Rancho Mirage, California, para el tratamiento de la dependencia química. Escribió acerca de su tratamiento en su libro de 1987 Betty: Un feliz despertar. En 2003, Betty publicó otro libro, Cura y esperanza: Seis mujeres del Centro Betty Ford comparten su poderosa travesía desde la adicción a la recuperación.
En 2005 cedió su puesto directivo en el centro a favor de su hija, Susan.

### Feminismo
Continuó su liderazgo y activismo en el movimiento femenino después de que su período como primera dama expirase en 1976 y continuó promoviendo y presionando a los políticos y a las legislaturas estatales para la aprobación de la EID.
En 1977 el presidente Jimmy Carter la designó miembro de la Comisión Nacional para la Observancia del Año Internacional de la Mujer. Ese mismo año, se unió a las primeras damas Lady Bird Johnson y Rosalynn Carter para tomar parte en la Conferencia Nacional de Mujeres en Houston, Texas y contrariando a Rosalynn Carter dio su total apoyo al Plan de Acción Nacional de la Conferencia que incluía temas controvertidos tales como promulgar la continua legalización del aborto, apoyar el cuidado de día sufragado por el gobierno estatal y apoyó al programa de acción afirmativa, y los Derechos LGBT.
Ya en 1978 la fecha límite para la ratificación de la EID se había extendido desde 1979 a 1982, y en 1981 la presidenta de la Organización Nacional de Mujeres Eleanor Smeal anunció que Betty había sido elegida para ser la presidenta de la campaña por la EID y su cuenta atrás, con Alan Alda como copresidente. Al aproximarse la fecha límite, Betty promovió marchas, manifestaciones, y concentraciones por la Enmienda de Igualdad de Derechos con otras feministas como la primera hija Maureen Reagan, así como actores de Hollywood. A Betty se la considera un factor en el rejuvenecimiento del movimiento por la EID' así como una inspiración para que las mujeres continuasen abogando por ella.
Por su papel en el Movimiento de Liberación de la Mujer, Betty recibió muchos elogios de la mayoría de los americanos y también críticas de parte de la minoría radical, incluyendo el presidente del grupo Detengan la EID Congresista R.K. Dornan.
En 2004 se reafirmó a favor del aborto y su apoyo a la decisión de la Corte Suprema de los Estados Unidos en el caso Roe v. Wade. Creía y apoyaba la ratificación de la Enmienda de Igualdad de Derechos.

## Últimos años

Betty Ford con el expresidentes George W. Bush y Ford el 23 de abril de 2006.

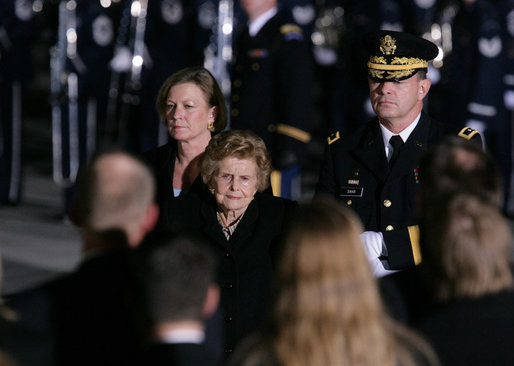
La ex primera dama Betty Ford durante el funeral del expresidente Ford a finales de 2006.

En 1987, se sometió a un procedimiento quirúrgico a corazón abierto, pero se recuperó rápidamente y sin complicaciones. En 1991 se le otorgó la Medalla Presidencial de la Libertad por el entonces presidente George H.W. Bush y la Medalla de oro del congreso de los Estados Unidos en 1999. El 8 de mayo de 2003 la Sra. Ford recibió el prestigioso Premio Woodrow Wilson en Los Ángeles, California por su servicio público. Residió en Rancho Mirage, California y en Beaver Creek Colorado durante tres años. Gerald Ford falleció en su casa de Rancho Mirage de una insuficiencia cardíaca el 26 de diciembre de 2006 a la edad de noventa y tres años. A pesar de su avanzada edad y su frágil condición física, Betty Ford viajó a través del país y tomó parte en los funerales llevados a cabo en California, Washington D. C., y Míchigan. Fue profundamente admirada por la dignidad que mostró a la nación en esos momentos.
Su mala salud y fragilidad debido a las intervenciones quirúrgicas en agosto del 2006 y abril del 2007 a causa de coágulos en sus piernas, provocaron que desapareciera de la vida pública en los últimos años. Sus problemas de salud causaron que no pudiera asistir a los funerales de su vieja amiga y ex primera dama Lady Bird Johnson, en julio de 2007. Su hija Susan Ford la representó en los funerales.
Fue una de las primeras damas más longevas, detrás de Bess Truman, Lady Bird Johnson y Nancy Reagan.